# سیارک ۱۷۰۷۹
سیارک ۱۷۰۷۹ (به انگلیسی: 17079 Lavrovsky، نامگذاری:1999HD9) هفده هزار و هفتاد و نهمین سیارک کشف شده‌است که در ۱۷ آوریل ۱۹۹۹ کشف شد.
قدر مطلق سیارک برابر ۱۷.۰ است.